# الفيلق الأرمني
الكتيبة الأرمنية 812 ((بالألمانية: Armenische Legion)‏ . (بالأرمنية: Հայկական լեգիոն)‏ فيلق الحايكان)، المعروف أيضًا باسم الفيلق الأرمني، وحدة عسكرية في الجيش الألماني خلال الحرب العالمية الثانية. إنها تتكون أساسا من السوفييتي الأرمن، الذين وقعوا في الأسر على أيدي النازيين، بقيادة الجنرال دراستامات كانايان. 

## التاريخ

### تشكيل - تكوين

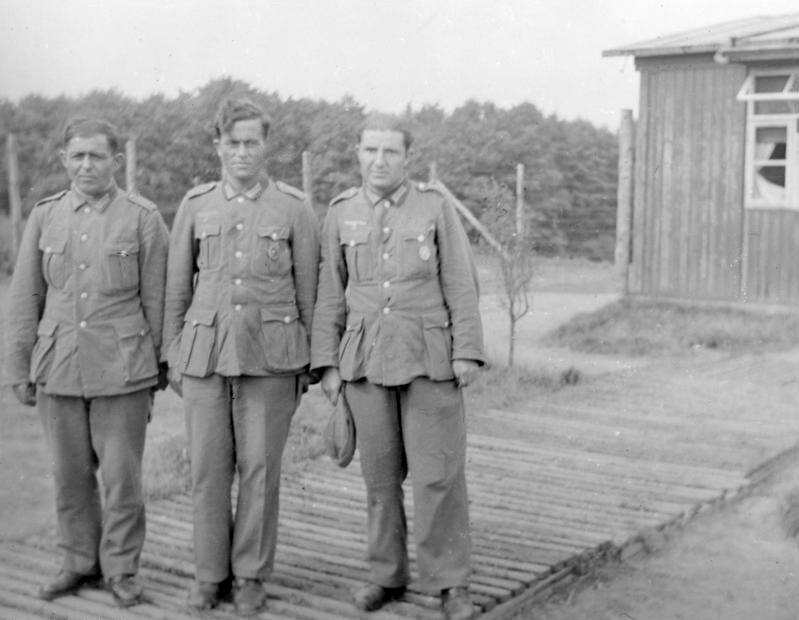
الجنود الأرمن.

تم احتلال جمهورية أرمينيا، التي تأسست في عام 1918، من قبل البلاشفة الروس في عام 1920 وتم دمجها بعد فترة وجيزة في الاتحاد السوفيتي. م يعجب هذا أعضاء الحزب السياسي بالاتحاد الثوري الأرمني (ARF؛ Dashnaks)، حيث تم سجن أو قتل أو طرد الكثير منهم من قبل السلطات السوفيتية بعد الاستيلاء السوفياتي.
في عام 1942، من أجل محاربة سياسة تركيا المعادية للأرمن، دخل عدد من داشناق في مفاوضات مع برلين، ووافقوا على مضض على المشاركة في تشكيل فيلق عسكري. رفضت هذه الخطوة رسميا من قِبل أجهزة حزب الطاشناق.
غالبية الجنود في كتيبة 812 تم اختيارهم من صفوف الجيش الأحمر، أسرى الحرب الذين اختاروا القتال من أجل الجيش الألماني بدلاً من مواجهة الظروف الوحشية لمعسكرات الأعتقال النازية،  وعدد من المحاربين القدامى للأرمن الذين فروا إلى الولايات المتحدة بعد الحرب العالمية الأولى، الذين عادو إلى أوروبا للانضمام إليها. أعطيت قيادة الوحدة لوزير الدفاع السابق في أرمينيا، الجنرال دراستامات كانيان (درو). كان كانيان من بين الأقلية في الفيلق الذي تطوع على أمل تحرير أرمينيا السوفيتية من سيطرة موسكو.
عالم الإبادة الجماعية الفرنسي إيف تيرنون، الذي درس الكتيبة، يشير إلى أنه على الرغم من عدم وجود ميول فاشية «جوهرية» بين الأرمن بشكل عام، فإن كانايان كان استثناءً. وصف تيرنون درو بأنه يمتلك «انحرافا فاشيا» كبيرا.

### الخدمات
خلال فترة الخدمة الفعلية، شاركت الكتيبة 812 في احتلال شبه جزيرة القرم وشمال القوقاز. كانت إحدى الوحدات التي تشكل جزءًا من الفيلق الأرمني هي الكتيبة الرابعة من فوج غرينادير 918، فرقة انفانتري (المشاة) 242، إحدى وحدات الفيلق الشرقي القليلة التي حصلت على شارات ألمانية بعد 18 مارس 1944. شاركت الكتيبة في دفاع طولون الفاشل.
في نهاية الحرب، بدأت الروح المعنوية بين الرجال في الوحدة في الانهيار وقام الكثيرين من أفراد الفيلق بهجره أو أنشقو عنه. أفاد هانز هوتيرمان أنه في إحدى الحالات تمردت كتيبة في هولندا حيث تمركز الفيلق. استسلم الكثير من الرجال لقوات الحلفاء الغربية. إذا لم يتم احتجازهم فقد تم تسليمهم إلى السلطات السوفيتية التي وفقًا للأمر الذي أعلنه جوزيف ستالين، تم أرسلهم إلى معسكرات في سيبيريا كعقاب لاستسلامهم لقوات المحور و «السماح لأنفسهم بالوقوع بالاسر»، وهو مصير عانى منه ما يقرب من جميع أسرى الحرب السوفيت.
تم إنقاذ العديد من أسرى الحرب من الجيش الأحمر اليهود من قبل بعض الأرمن في الفيلق وكانت هناك عدة حالات من إرسال اليهود إلى الكتيبة لتجنب الكشف عنهم من قبل النازيين. صرح جوزيف مويسيفيتش كوغان، جندي الجيش الأحمر الذي أسره الألمان، على سبيل المثال، أنه تلقى مساعدة من طبيب أرمني في الكتيبة 812 عندما تسلل إلى الكتيبة نفسها، وفر في وقت لاحق بمساعدة الهولنديين.

## المنظور النازي
على الرغم من اعتراف ألمانيا النازية بالأرمن كشعب آري، لم يثق بهم أدولف هتلر شخصيًا،  ونتيجة لذلك كانت الكتيبة الأرمينية متمركزة بشكل أساسي في هولندا. وفي حديثه عن الوحدات العسكرية من الشعوب السوفيتية، قال هتلر: «لا أعرف عن هؤلاء الجورجيين. إنهم لا ينتمون إلى الشعوب التركية. . . أنا أعتبر فقط المسلمين [موثوقين]. . . كل ما أراه غير موثوق به. في الوقت الحالي، أعتبر تشكيل هذه الكتائب من شعوب القوقاز البحتة محفوفًا بالمخاطر، بينما لا أرى أي خطر في إنشاء وحدات مسلمة بحتة. . . على الرغم من كل التصريحات من روزنبرغ والجيش، أنا لا أثق بالأرمن أيضًا.»
أعلن وزير الأراضي المحتلة والمنظر العنصري ألفريد روزنبرغ أن الأرمن كانوا من الهنود الأوربيون البدائيون أو الآريين، وبالتالي فقد تم تجنيدهم على الفور. وفقًا لفيرستيج، «على الرغم من اعتبار الأرمن رسميًا» آريين «، فإن فكرة أنهم» تجار بلاد الشام «، على غرار اليهود، كانت عميقة الجذور في الأوساط النازية، وكان» الأصوليون «العنصريون إلى جانب هتلر ينظرون إلى الأرمن على أنهم» غير آريين". " 

## كتائب المشاة الأرمنية الأخرى
كان هناك عدد من الوحدات الأخرى التي خدم فيها الأرمن أيضًا إلى جانب الكتيبة 812، حيث بلغ عددها الإجمالي، وفقًا لجوريس فيرستيج، 33000. ومن بين هؤلاء، تم وضع 14000 في كتائب ميدانية، بينما خدم 7000 آخرين في وحدات لوجستية وغيرها من الوحدات غير القتالية. يضع Ailsby عدد الأرمن في «جحافل وكتائب بديلة» ب 11600. الوحدات الأخرى شملت:
الكتيبة 808
- تشكلت في يوليو 1942 في بولندا. تتكون من 916 أرمنيًا و41 ألمانيًا. شاركت في المعارك في منطقة توابسي. في أكتوبر 1942، تم نزع سلاح الكتيبة وجعلها تعمل في إصلاح وبناء الطرق.

الكتيبة 809 «زيتون»
- تشكلت في 29 أغسطس 1942 في بولندا. تتكون من 913 أرمنيًا و45 ألمانيًا. جزء من فوج غرينادير 128، فرقة المشاة 48. وكان قائدها هيرمان بيكر. في 18 نوفمبر 1942، تم إرسالها للانضمام إلى العمليات في القوقاز. شارك في المعارك في مناطق نالتشيك وموزدوك وكوبان ومعركة شبه جزيرة كيرتش. خدم لاحقًا في هولندا، وفي 16 أكتوبر 1943 وصلت الكتيبة إلى بلجيكا.

من 29 نوفمبر إلى 20 ديسمبر 1943، أجرت الكتيبة تدريبات في ملعب التدريب في سيسون. في 8 يناير 1944، تم نقلها إلى جنوب بلفاند واحتلت خط دفاعي للدفاع عن الجدار الأطلسي. كان عدد الأفراد في بداية فبراير 1944 حوالي 844، منهم 792 من الأرمن.
تم نقل الكتيبة إلى نورماندي في شهر أغسطس 1944، وكنتيجة لعملية عملية أوفرلورد اندثرت الكتيبة وتفككت بسبب الخسائر الكبيرة.
الكتيبة 810
- تشكلت في عام 1942 في بولندا.

812 الكتيبة الهندسية
- بدأت نظيمها في 25 نوفمبر 1942 وتم تشكيلها أخيرًا في 1 فبراير 1943 في مدينة Puławy في بولندا. خدمة الكتيبة في مدينة رادوم البولندية. تم نقلها في 10 مارس 1943 إلى هولندا من أجل تعزيز القدرة الدفاعية للجدار الأطلسي ووضعت بالقرب من بلدة بيرغن أوب زوم. كان للكتيبة كاهن خاص بها وقدرة على القيام بأنشطة دينية. طبقًا للتقويم الأرمني، احتفلت الكتيبة بالعطلات المسيحية والمعمودية.

الكتيبة 813
- تشكلت في فبراير 1943 في بولندا. خدمت في حماية الجدار الأطلسي.

الكتيبة 814
- تشكلت في صيف عام 1943 في بولندا.

الكتيبة 815
- تشكلت في أغسطس 1943 في بولندا.

الكتيبة 816
- تشكلت في أواخر عام 1943 في بولندا.

الكتيبة I/125
الكتيبة I/198
الكتيبة II / 9
- تشكلت في سبتمبر 1942 في أوكرانيا. تم نقلها إلى الجبهة الغربية للدفاع عن جنوب فرنسا، ومقرها في بلدة هيير الصغيرة، في اتجاه سان تروبيه على الساحل.